# Jader de Midila
São Jader,  Jader de Midila ou São Jader de Sigum, foi um bispo da Numídia. Ele é citado na obra Sobre o Batismo de Santo Agostinho, no livro VII, capítulo IX, como segue:

16 -  Jader de Midila disse: Sabemos que há um só batismo na Igreja Católica e, portanto, não devemos admitir um herege, a menos que ele fora batizado em nosso corpo, mas não se foi batizado fora da Igreja Católica. 
17 - para ele, a nossa resposta é que, se isto fosse dito daqueles homens injustos que estão fora da rocha, certamente seria dito falsamente e assim, é também no caso dos hereges.
São Jader teria sido condenado à escravidão nas pedreiras de mármore em Sigum como punição por ser cristão, junto com um grande número de clérigos e leigos. Trabalhou até à morte, por volta do ano 257. Sua memória é celebrada em 10 de setembro.